# 天湖水库
天湖是一个位于中国广东省广州市从化区的水库。1972年始建，1974年底竣工。坝长132米，高38.2米。集雨面积10.2平方公里，库容1034万立方米。